# Cosmopterix ochleria
Cosmopterix ochleria là một loài bướm đêm thuộc họ Cosmopterigidae. Loài này có ở México (Tabasco).
Cá thể trưởng thành được ghi nhận vào tháng 3.